# Proctacanthus darlingtoni
Proctacanthus darlingtoni là một loài ruồi trong họ Asilidae. Proctacanthus darlingtoni được Curran miêu tả năm 1951. Loài này phân bố ở vùng Tân nhiệt đới.